# Esteban Salles
Esteban Salles, né le 2 mars 1994 à Oloron-Sainte-Marie, est un footballeur français qui évolue au poste de gardien de but au Pau FC.

## Biographie

### Jeunesse et formation
Esteban Salles naît le 2 mars 1994  à Oloron-Sainte-Marie et grandit à Eysus, un petit village du Haut-Béarn. Esteban Salles a grandi dans un environnement familial où le rugby tient une place prépondérante, mais se dirige finalement le football à cinq ans, sur les conseils de sa mère. Il commence sa carrière de gardien de but au sein du FC Oloron, jusqu'en U13. Salles intègre ensuite le Pau FC jusqu'en 2012, où il poursuit sa formation.  
À la fin de la saison, en juin 2011, Esteban Salles prend part à un tournoi avec Bayonne, club avec lequel il vait signé. Cependant, l'Athletic Club manifeste également de l'intérêt. Le transfert ne peut se faire, puisque Salles est béarnais, sans aucunes origines basques. Trois jours plus tard, il rejoint le Tours FC.

### Carrière en club

#### Tours FC (2014-2016)
Il signe son premier contrat professionnel avec le Tours FC le 1er juillet 2014. Durant la saison 2014-2015, il joue 4 matchs de Ligue 2 en tant que gardien n°2, barré par la concurrence de Bingourou Kamara et Benjamin Bertrand,.
Il est prêté pour la saison 2015-2016, au Trélissac FC où il joue 21 matchs de championnat. Salles confie avoir refusé un retour en prêt au Pau FC, également en CFA, ayant préalablement donné son accord à Trélissac.

#### Les Herbiers VF (2016-2018)
Il arrive au Herbiers où il ne joue que 5 matchs durant sa première saison. Lors de la seconde saison, il participe au parcours des Herbiers en Coupe de France où le club atteint la finale. Lors de la finale, au Stade de France, il est remplaçant et ne jouera pas la rencontre.

#### Grenoble Foot 38 (2018-2023)
Tout d'abord mis à l'essai par le club, Salles signe au GF38. Il signe comme troisième gardien et reste au club pendant cinq saisons où il devient second gardien, joue 19 matchs de Ligue 2 et 10 matchs de Coupe de France, participant au parcours du GF38 lors de la saison 2022-2023 où le club atteint les quarts de finale,.

#### US Concarneau (depuis 2023)
Après cinq saisons au Grenoble Foot 38 en tant que gardien n°2, Salles quitte l'Isère pour rejoindre l'US Concarneau, club jouant sa première saison en Ligue 2. A Concarneau, Salles devient le gardien n°1 des Thoniers et joue son premier match avec l'USC face au SC Bastia. Pour sa première saison en tant que numéro 1, il jouera l'entièreté des matchs de championnat mais n'aura pas pu empêcher la descente du club en National.

## Vie personnelle
Esteban Salles est ami avec le rugbyman Franck Pourteau. Il confie regarder davantage de rugby que de football à la télévision.

## Statistiques
| Saison                | Club                  | Championnat           | Championnat | Championnat | Championnat | Coupe(s) nationale(s) | Coupe(s) nationale(s) | Coupe(s) nationale(s) | Total | Total | Total |
| Saison                | Club                  | Division              | M.          | B.          | P.d.        | M.                    | B.                    | P.d.                  | M.    | B.    | P.d.  |
| 2014-2015             | Tours FC              | Ligue 2               | 4           | 0           | -           | -                     | -                     | -                     | 4     | 0     | 0     |
| 2015-2016             | Trélissac FC (prêt)   | CFA                   | 21          | 0           | -           | -                     | -                     | -                     | 21    | 0     | 0     |
| 2016-2017             | Les Herbiers VF       | National              | 5           | 0           | 0           | -                     | -                     | -                     | 5     | 0     | 0     |
| 2017-2018             | Les Herbiers VF       | National              | 5           | 0           | 0           | 3                     | 0                     | 0                     | 8     | 0     | 0     |
| Sous-total            | Sous-total            | Sous-total            | 10          | 0           | 0           | 3                     | 0                     | 0                     | 13    | 0     | 0     |
| 2018-2019             | Grenoble Foot 38      | Ligue 2               | -           | -           | -           | -                     | -                     | -                     | 0     | 0     | 0     |
| 2019-2020             | Grenoble Foot 38      | Ligue 2               | -           | -           | -           | -                     | -                     | -                     | 0     | 0     | 0     |
| 2020-2021             | Grenoble Foot 38      | Ligue 2               | 14          | 0           | 0           | 2                     | 0                     | 0                     | 16    | 0     | 0     |
| 2021-2022             | Grenoble Foot 38      | Ligue 2               | 5           | 0           | 0           | 2                     | 0                     | 0                     | 7     | 0     | 0     |
| 2022-2023             | Grenoble Foot 38      | Ligue 2               | -           | -           | -           | 6                     | 0                     | 0                     | 6     | 0     | 0     |
| Sous-total            | Sous-total            | Sous-total            | 19          | 0           | 0           | 10                    | 0                     | 0                     | 29    | 0     | 0     |
| 2023-2024             | US Concarneau         | Ligue 2               | 38          | 0           | 0           | 1                     | 0                     | 0                     | 39    | 0     | 0     |
| 2024-2025             | US Concarneau         | National              | 30          | 0           | 0           | -                     | -                     | -                     | 30    | 0     | 0     |
| Sous-total            | Sous-total            | Sous-total            | 68          | 0           | 0           | 1                     | 0                     | 0                     | 69    | 0     | 0     |
| 2025-2026             | Pau FC                | Ligue 2               | -           | -           | -           | -                     | -                     | -                     | 0     | 0     | 0     |
| Total sur la carrière | Total sur la carrière | Total sur la carrière | 122         | 0           | 0           | 14                    | 0                     | 0                     | 136   | 0     | 0     |